# Полимеры
Полиме́ры (от греч. πολύ «много» + μέρος «часть») — вещества, состоящие из «мономерных звеньев», соединённых в длинные макромолекулы химическими связями. Полимерами могут быть неорганические и органические, аморфные и кристаллические вещества. Полимер является высокомолекулярным соединением: количество мономерных звеньев в полимере (степень полимеризации) должно быть достаточно велико (в ином случае соединение будет называться олигомером). Во многих случаях количество звеньев может считаться достаточным, чтобы отнести молекулу к полимерам, если при добавлении очередного мономерного звена молекулярные свойства не изменяются. Как правило, полимеры — вещества с молекулярной массой от нескольких тысяч до нескольких миллионов.
Если связь между макромолекулами осуществляется с помощью слабых сил Ван-Дер-Ваальса, они называются термопласты, если с помощью химических связей — реактопласты. К линейным полимерам относится, например, целлюлоза, к разветвлённым, например, амилопектин, есть полимеры со сложными пространственными трёхмерными структурами.
В строении полимера можно выделить мономерное звено — повторяющийся структурный фрагмент, включающий несколько атомов. Полимеры состоят из большого числа повторяющихся группировок (звеньев) одинакового строения, например поливинилхлорид (−CH2−CHCl−)n, каучук натуральный и др. Высокомолекулярные соединения, молекулы которых содержат несколько типов повторяющихся группировок, называют сополимерами или гетерополимерами.
Полимер образуется из мономеров в результате реакций полимеризации или поликонденсации. К полимерам относятся многочисленные природные соединения: белки, нуклеиновые кислоты, полисахариды, каучук и другие органические вещества. В большинстве случаев понятие относят к органическим соединениям, однако существует и множество неорганических полимеров. Большое число полимеров получают синтетическим путём на основе простейших соединений элементов природного происхождения путём реакций полимеризации, поликонденсации и химических преобразований. Названия полимеров образуются из названия мономера с приставкой поли-: полиэтилен, полипропилен, поливинилацетат и т. п.

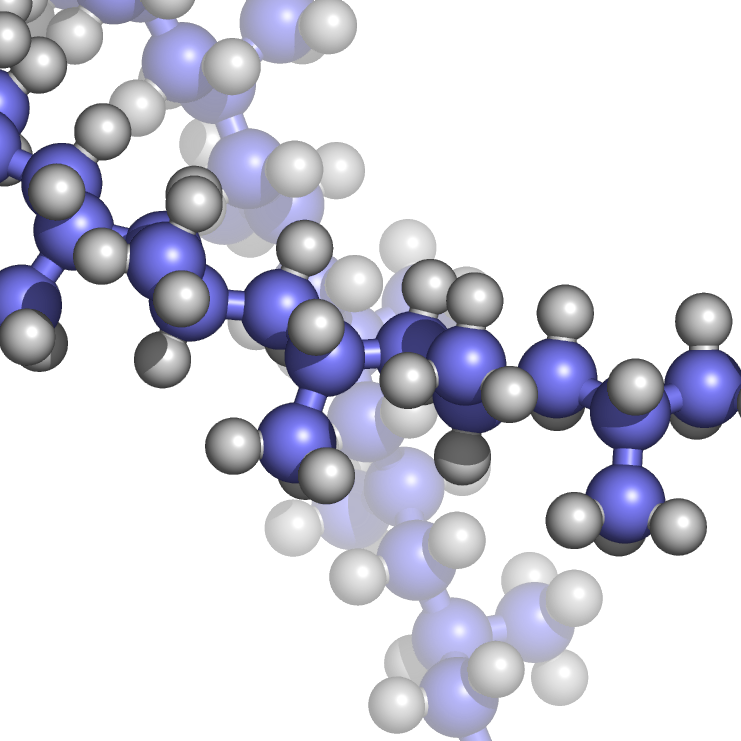
Цепочки молекул полипропилена

## Особенности
Особые механические свойства
- эластичность — способность к высоким обратимым деформациям при относительно небольшой нагрузке (каучуки);
- малая хрупкость стеклообразных и кристаллических полимеров (пластмассы, органическое стекло);
- способность макромолекул к ориентации под действием направленного механического поля (используется при изготовлении волокон и плёнок).

Особенности растворов полимеров:
- высокая вязкость раствора при малой концентрации полимера;
- растворение полимера происходит через стадию набухания.

Особые химические свойства, например, способность резко изменять свои физико-механические свойства под действием малых количеств реагента (вулканизация каучука, дубление кож и т. п.). Особые свойства полимеров объясняются не только большой молекулярной массой, но и тем, что макромолекулы имеют цепное строение и обладают гибкостью.

## Строение

Гаусова модель бусинок, потенциал взаимодействия центров (Потенциал Морзе)

Цепная молекула состоит из связей, образующих друг с другом определенные валентные углы, изменяющиеся незначительно при деформационных колебаниях. Эти колебания можно считать гармоническими, рассматривая равновесные конфигурации, определяемые фиксированными значениями валентных углов. Пусть каждому звену соответствует вектор {\displaystyle v_{i},} где {\displaystyle i={\overline {1,N}},\,\,|v_{i}|=v.} Расстояние между концами цепи определяется вектором
{\displaystyle {\textbf {m}}=\sum _{i=1}^{N}v_{i}.}
Следовательно, {\displaystyle {\overline {m^{2}}}=v^{2}\{N+2\sum _{i=2}^{N}\sum _{j=1}^{i-1}{\overline {(i,j)}}\},}
где {\displaystyle {\overline {(i,j)}}} — средний косинус угла между векторами {\displaystyle v_{i},v_{j}.}
Стандартная модель Гаусса, изображенная ни рисунке, представляет собой цепочку взаимодействующих сферически-симметричных бусинок, нанизанных на бестелесную нить с гауссовыми корреляциями положений соседних звеньев. С точки зрения объемных взаимодействий бусинка является как бы представителем отрезка цепи длиной порядка {\displaystyle a.} Хотя центральный, то есть зависящий только от расстояния между центрами, потенциал взаимодействия между такими бусинками имеет лишь условный смысл, но тем не менее качественно ясно, что потенциал приблизительно должен соответствовать показанному на рисунке: малым масштабам за счет наличия звеньев собственного объема должно соответствовать отталкивание, на больших расстояниях бусинки должны притягиваться ван-дер-ваальсовыми силами. Чтобы описать систему взаимодействующих бусинок, необходимо рассмотреть их вне цепи: распределение Гиббса для полимерной системы представляется
{\displaystyle \rho (\Gamma )=\exp(-E(\Gamma )/T)\Pi g_{j},}
где {\displaystyle g_{j}} — связи, {\displaystyle E(\Gamma )} — взаимодействия, то есть энергия объемных взаимодействий в микроконфигурациях {\displaystyle \Gamma } (например, для стандартной гауссовой модели {\displaystyle E(\Gamma )=\sum u(x_{i}-x_{j})}). Системой разорванных звеньев есть система с распределением Гиббса:
{\displaystyle \rho '(\Gamma )=\exp(-E(\Gamma )/T).}
В статистической физике описание объемных взаимодействий производится в терминах термодинамических характеристик системы разорванных звеньев.

Решеточная модель цепи

Решеточные модели удобны при некоторых аналитических расчетах и при моделировании полимерных систем на ЭВМ. В таких моделях полимерная цепь представляется в виде траектории случайного блуждания по ребрам какой-либо пространственной решетки.
Объемные взаимодействия в простейшем случае задаются условием самонепересекаемости блуждания, то есть запретом двукратного посещения цепью одного и того же узла решетки (отталкивание) и приписыванием энергии −E<0 каждой паре несоседних по цепи звеньев, разделенных одним ребром решетки (притяжение).

## Сополимеры
Полимеры, изготовленные из разных мономеров или химически связанных молекул разных полимеров, называют сополимерами. Например, ударопрочный полистирол является сополимером полистирол-полибутадиен.
Сополимеры различаются по строению, технологии изготовления и получаемым свойствам. На 2014 год созданы технологии:
- статистические сополимеры, образованные цепочками, содержащими химические группы различной природы, получают путём полимеризации смеси нескольких исходных мономеров;
- чередующиеся сополимеры характеризуются цепочками, в которых чередуются радикалы разных мономеров;
- привитые сополимеры образуются путём прикрепления цепочек молекул второго мономера сбоку к макромолекулам, образованным из основного мономера;
- гребнеобразными сополимерами называют привитые сополимеры с очень длинными боковыми цепочками;
- блок-сополимеры построены из достаточно протяжённых цепочек (блоков) одного мономера, соединённых по концам с достаточно протяжёнными цепочками другого мономера.

### Свойства сополимеров
Гребнеобразные сополимеры можно составить из материалов с разными свойствами, что даёт такому сополимеру принципиально новые свойства, например, жидкокристаллические.
В блок-сополимерах, составленных из компонентов с разными свойствами, возникают суперрешетки, построенные из выделившихся в отдельную фазу блоков различной химической природы. Размеры блоков зависят от соотношения исходных мономеров. Так, хрупкому полистиролу добавляют устойчивость к растяжению до 40 % путём сополимеризации с 5—10 % полибутадиена, и получается ударопрочный полистирол, а при 19 % полистирола в полибутадиене материал демонстрирует каучукоподобное поведение.

## Классификация
По химическому составу все полимеры подразделяются на органические, элементоорганические, неорганические.
Органические полимеры образованы с участием органических радикалов (CH3, C6H5, CH2). Это смолы и каучуки.
Элементоорганические полимеры содержат в основной цепи органических радикалов неорганические атомы (Si, Ti, Al), сочетающиеся с органическими радикалами. В природе их нет. Искусственно полученный представитель — кремнийорганические соединения.
Неорганические полимеры не содержат в повторяющемся звене связей C−C, но способны содержать органические радикалы, как боковые заместители.
В технике полимеры часто используются как компоненты композиционных материалов, например, стеклопластиков. Возможны композиционные материалы, все компоненты которых — полимеры (с разным составом и свойствами).
По форме макромолекул полимеры делят на линейные, разветвлённые (частный случай — звездообразные), ленточные, плоские, гребнеобразные, полимерные сетки и так далее.
Полимеры подразделяют по полярности (влияющей на растворимость в различных жидкостях). Полярность звеньев полимера определяется наличием в их составе диполей — молекул с разобщённым распределением положительных и отрицательных зарядов. В неполярных звеньях дипольные моменты связей атомов взаимно компенсируются. Полимеры, звенья которых обладают значительной полярностью, называют гидрофильными или полярными. Полимеры с неполярными звеньями — неполярными, гидрофобными. Полимеры, содержащие как полярные, так и неполярные звенья, называются амфифильными. Гомополимеры, каждое звено которых содержит как полярные, так и неполярные крупные группы, предложено называть амфифильными гомополимерами.
По отношению к нагреву полимеры подразделяют на термопластичные и термореактивные. Термопластичные полимеры (полиэтилен, полипропилен, полистирол) при нагреве размягчаются, даже плавятся, а при охлаждении затвердевают. Этот процесс обратим. Термореактивные полимеры при нагреве подвергаются необратимому химическому разрушению без плавления. Молекулы термореактивных полимеров имеют нелинейную структуру, полученную путём сшивки (например, вулканизация) цепных полимерных молекул. Упругие свойства термореактивных полимеров выше, чем у термопластов, однако, термореактивные полимеры практически не обладают текучестью, вследствие чего имеют более низкое напряжение разрушения.
Природные органические полимеры образуются в растительных и животных организмах. Важнейшими из них являются полисахариды, белки и нуклеиновые кислоты, из которых в значительной степени состоят тела растений и животных и которые обеспечивают само функционирование жизни на Земле. Считается, что решающим этапом в возникновении жизни на Земле явилось образование из простых органических молекул более сложных — высокомолекулярных (см. Химическая эволюция).

## Типы

### Синтетические полимеры. Искусственные полимерные материалы
Человек давно использует природные полимерные материалы в своей жизни. Это кожа, меха, шерсть, шёлк, хлопок и т. п., используемые для изготовления одежды, различные связующие (цемент, известь, глина), образующие при соответствующей обработке трёхмерные полимерные тела, широко используемые как строительные материалы. Однако промышленное производство цепных полимеров началось в начале XX века, хотя предпосылки для этого появились ранее.
Практически сразу же промышленное производство полимеров развивалось в двух направлениях — путём переработки природных органических полимеров в искусственные полимерные материалы и путём получения синтетических полимеров из органических низкомолекулярных соединений.
В первом случае крупнотоннажное производство базируется на целлюлозе. Первый полимерный материал из физически модифицированной целлюлозы — целлулоид — был получен ещё в середине XIX века. Крупномасштабное производство простых и сложных эфиров целлюлозы было организовано до и после Второй мировой войны и существует до настоящего времени. На их основе производят плёнки, волокна, лакокрасочные материалы и загустители. Развитие кино и фотографии оказалось возможным лишь благодаря появлению прозрачной плёнки из нитроцеллюлозы.
Производство синтетических полимеров началось в 1906 году, когда Лео Бакеланд запатентовал так называемую бакелитовую смолу — продукт конденсации фенола и формальдегида, превращающийся при нагревании в трёхмерный полимер. В течение десятилетий он применялся для изготовления корпусов электротехнических приборов, аккумуляторов, телевизоров, розеток и т. п., а в настоящее время чаще используется как связующее и адгезивное вещество.
Благодаря усилиям Генри Форда, перед Первой мировой войной началось бурное развитие автомобильной промышленности сначала на основе натурального, затем — также и синтетического каучука. Производство последнего было освоено накануне Второй мировой войны в СССР, Англии, Германии и США. В эти же годы было освоено промышленное производство полистирола и поливинилхлорида, являющихся прекрасными электроизолирующими материалами, а также полиметилметакрилата — без органического стекла под названием «плексиглас» было бы невозможно массовое самолётостроение в годы войны.
После войны возобновилось производство полиамидного волокна и тканей (капрон, нейлон), начатое ещё до войны. В 1950-х годах было разработано полиэфирное волокно и освоено производство тканей на его основе под названием лавсан или полиэтилентерефталат. Полипропилен и нитрон — искусственная шерсть из полиакрилонитрила, — замыкают список синтетических волокон, которые использует современный человек для одежды и производственной деятельности. В первом случае эти волокна очень часто сочетаются с натуральными волокнами из целлюлозы или из белка (хлопок, шерсть, шёлк).
Важным событием в мире полимеров явилось открытие в середине 1950-х годов и быстрое промышленное освоение катализаторов Циглера — Натта, что привело к появлению полимерных материалов на основе полиолефинов и, прежде всего, полипропилена и полиэтилена низкого давления (до этого было освоено производство полиэтилена при давлении порядка 1000 атмосфер), а также стереорегулярных полимеров, способных к кристаллизации. Затем были внедрены в массовое производство полиуретаны — наиболее распространённые герметики, адгезивные и пористые мягкие материалы (поролон), а также полисилоксаны — элементорганические полимеры, обладающие более высокими по сравнению с органическими полимерами термостойкостью и эластичностью.
Список замыкают так называемые уникальные полимеры, синтезированные в 1960—1970-е годы. К ним относятся ароматические полиамиды, полиимиды, полиэфиры, полиэфир-кетоны и др.; непременным атрибутом этих полимеров является наличие у них ароматических циклов и (или) ароматических конденсированных структур. Для них характерно сочетание выдающихся значений прочности и термостойкости.

### Огнеупорные полимеры
Многие полимеры, такие как полиуретаны, полиэфирные и эпоксидные смолы, склонны к воспламенению, что зачастую недопустимо при практическом применении. Для предотвращения этого применяются различные добавки или используются галогенированные полимеры. Галогенированные ненасыщенные полимеры синтезируют путём включения в конденсацию хлорированных или бромированных мономеров, например, гексахлорэндометилентетрагидрофталевой кислоты (ГХЭМТФК), дибромнеопентилгликоля или тетрабромфталевой кислоты. Главным недостатком таких полимеров является то, что при горении они способны выделять газы, вызывающие коррозию, что может губительно сказаться на располагающейся рядом электронике.
Действие гидроксида алюминия основано на том, что под высокотемпературным воздействием выделяется вода, препятствующая горению. Для достижения эффекта требуется добавлять большие количества гидроксида алюминия: по массе 4 части к одной части ненасыщенных полиэфирных смол.
Пирофосфат аммония действует по другому принципу: он вызывает обугливание, что вместе со стеклообразным слоем пирофосфатов даёт изоляцию пластика от кислорода, ингибируя распространение огня.

## Синтез

Полимеризация — это процесс объединения множества небольших молекул, известных как мономеры, в ковалентно связанную цепь или сеть. В процессе полимеризации некоторые химические группы могут потеряться из каждого мономера. Это происходит при полимеризации ПЭТ-полиэстера. Мономеры — терефталевая кислота (HOOC — C 6 H 4  — COOH) и этиленгликоль (HO  — CH 2  — CH 2  — OH), но повторяющийся элемент  — OC  — C 6 H 4  — COO  — CH 2  — CH 2  — О  —, что соответствует комбинации двух мономеров с потерей двух молекул воды. Отдельный фрагмент каждого мономера, который включен в полимер, известен как составное звено.
Методы лабораторного синтеза обычно делятся на две категории: ступенчатая полимеризация и цепная полимеризация. Существенное различие между ними заключается в том, что при цепной полимеризации с ростом цепи мономеры добавляются в цепь только по одному, например, в полиэтилене; тогда как при ступенчатой полимеризации цепи мономеров могут соединяться друг с другом напрямую, например, в полиэстере. Более современные методы, такие как плазменная полимеризация, не вписываются ни в одну из этих категорий. Реакции синтетической полимеризации могут проводиться с катализатором или без него. Лабораторный синтез биополимеров, особенно белков является областью интенсивных исследований.
Для инициирования полимеризации применяются преимущественно химические способы, вводя в мономеры или их растворы инициаторы в случае полимеризации, протекающей по радикальному механизму, и катализаторы — в случае ионной полимеризации. Термический и фотохимический методы инициирования ограничены (первый из-за неблагоприятных условий развития цепей при повышенных температурах и возникающих при этом вторичных процессов, второй — из-за малой его эффективности и сложности технологического оформления в связи с влиянием оптических свойств среды на протекание фотохимических реакций). Используется также радиационный способ полимеризации, по которому инициирование цепного процесса осуществляется действием ионизирующих излучений.

## Применение
Благодаря ценным свойствам, полимеры применяются в машиностроении, текстильной промышленности, строительстве, сельском хозяйстве, медицине, автомобиле- и судостроении, авиастроении и в быту (текстильные и кожевенные изделия, посуда, клей и лаки, украшения и другие предметы). На основании высокомолекулярных соединений изготовляют резины, волокна, пластмассы, плёнки и лакокрасочные покрытия. Все ткани живых организмов представляют высокомолекулярные соединения.

## Наука о полимерах
Наука о полимерах стала развиваться как самостоятельная область знания к началу Второй мировой войны и сформировалась как единое целое в 1950-х годах, когда была осознана роль полимеров в развитии технического прогресса и жизнедеятельности биологических объектов. Она тесно связана с физикой, физической, коллоидной и органической химией и может рассматриваться как одна из базовых основ современной молекулярной биологии, объектами изучения которой являются биополимеры.